# Хмелєвка (Бологовський район)
Хмелєвка (рос. Хмелевка) — присілок в Бологовському районі Тверської області Російської Федерації.
Населення становить 36 осіб. Входить до складу муніципального утворення Валдайське сільське поселення.

## Історія
Від 2005 року входить до складу муніципального утворення Валдайське сільське поселення.

## Населення
| 2010 |
| ---- |
| 36   |